# Franz Eibler
Franz Eibler (19 maggio 1924 – 3 marzo 2010) è stato un sollevatore austriaco medagliato europeo, che gareggiò nelle categorie dei pesi massimi leggeri, pesi mediomassimi e pesi massimi.

## Carriera
Militò nell'AK Mödling, vincendo i campionati austriaci nel 1947 (categoria dei massimi leggeri), 1948 e 1949 (categoria dei massimi), 1951, 1952 e 1954 (categoria dei mediomassimi).
A livello internazionale partecipò ai Giochi olimpici di Londra nel 1948, nella categoria dei pesi massimi, classificandosi al 14º posto. Partecipò ai campionati mondiali ed europei di Parigi del 1946, nella categoria dei pesi massimi leggeri, non completando la prova nello slancio.
Ai campionati europei di Milano del 1951 conquistò il terzo posto e la medaglia di bronzo nella categoria dei mediomassimi, piazzandosi al sesto posto nei campionati mondiali alla medesima manifestazione.